# Gion
Gion (祇園) je okrožje Kjota na Japonskem, ki je nastalo kot zabaviščno okrožje v obdobju Sengoku, pred svetiščem Jasaka (svetišče Gion). Okrožje je bilo zgrajeno za potrebe popotnikov in obiskovalcev svetišča. Sčasoma se je razvilo v eno najbolj ekskluzivnih in najbolj znanih okrožij gejš (tudi hanamači (花街, dob. 'mesto cvetov') v vsej Japonski. Gion je japonski prevod (prek kitajskega Qiyuana) budističnega izraza Jetavana.
Gejše v Kjotu se ne imenujejo gejše, namesto tega uporabljajo lokalni izraz geiko. Medtem ko izraz gejša pomeni »umetnica« ali »oseba umetnosti«, bolj neposreden izraz geiko v bistvu pomeni »ženska umetnosti«.

## Enote
Gion ima dva hanamačija ali okrožji gejš: Gion Kobu (祇園甲部) in Gion Higaši (祇園東). Prvotno sta bili isto okrožje, a sta se pred mnogimi leti razšla. Gion Kobu je večji in zaseda večino okrožja, vključno z znamenito ulico Hanamikodži, medtem ko je Gion Higaši manjši in zavzema severovzhodni vogal s središčem v dvorani za vaje. Kljub precejšnjemu upadu števila gejš v Gionu v zadnjem stoletju je območje še vedno znano po ohranjanju oblik tradicionalne arhitekture in zabave.
Del tega okrožja je bil razglašen za nacionalno zgodovinsko ohranitveno območje. Pred kratkim je mesto Kjoto zaključilo projekt obnove ulic Giona, ki je vključeval načrte, kot je selitev vseh nadzemnih naprav pod zemljo kot del nenehnih prizadevanj za ohranitev prvotne lepote Giona
- Ulica v Gionu
- Stanovanja s sudare (tradicionalni japonski zasloni ali žaluzije) v ulici, ki vodi do mostu Gion Tacumi
- Ob reki Širakava
- Pogled na Šidžo-dori leta 1886

## Zabava

### Gejša
Gion ohranja številne stare japonske hiše, imenovane mačija, kar v grobem pomeni »mestna hiša«, nekatere od njih delujejo kot očaja ali »čajnice«, kjer gejše zabavajo goste na zabavah, ki vključujejo petje, tradicionalne plesne predstave, igre s pitjem in pogovor. Tako gejša kot maiko je mogoče videti, kako hodita po celotnem okrožju, da bi se udeležila zabav, lekcij in raznih drugih obveznosti. Številni saloni za oblačenje, znani kot henšin studii, bodo turiste za plačilo oblekli v maiko ali gejše, kar jim bo omogočilo sprehod po ulicah Giona in fotografiranje; po kjotski zakonodaji se morajo ti turisti obleči neustrezno, da ne bi posnemali gejše ali maiko.
Gejša in maiko nastopata na javnih plesnih dogodkih, ki se odvijajo vsako leto, kot je Mijako Odori; nekatere izvajajo plese tudi za turiste v Gion Cornerju.

### Drugo
V Gionu je tudi veliko sodobnih zabaviščnih obratov – restavracije, bari, klubi, pačinko (vrsta mehanske igre), igre na srečo na konjskih dirkah zunaj steze in zelo veliko število turistično usmerjenih obratov, zlasti vzdolž ulice Šidžō; regija je hkrati glavno turistično središče in priljubljena točka nočnega življenja za domačine. Čeprav so številne ulice moderne gradnje, obstajajo tudi številne tišje ulice s tradicionalno arhitekturo, kot je Hanami Lane (花見小路, Hanami-Kōdži, »pot za opazovanje rož«) in njena okolica, od ulice Šidžō do severni konec, zasidran s slavnim Ičiriki Tei in teče proti jugu do glavnega templja Kennin-dži.
Odsek reke Širakava, preden vstopi v reko Kamo, je prav tako priljubljeno ohranjeno območje. Na južni strani je obdan s tradicionalnimi ustanovami, ki gledajo neposredno na reko, nekatere pa so dostopne s prečkanjem mostov s severne strani. Tudi severna stran je bila prej obrobljena s stavbami, ki pa so jih v drugi svetovni vojni zaradi požarne varnosti podrli, tako da je del danes pretežno ulica za pešce, obdana s češnjevimi drevesi. Ti so spomladi osvetljeni zvečer, območje pa je aktivno vse leto.

## Letni dogodki
Gejše in maiko iz Giona izvajajo letne javne plese, tako kot vseh pet okrožij gejš v Kjotu. Najstarejši med njimi sega v čas razstave v Kjotu leta 1872. Bolj priljubljen med njimi je Mijako Odori, dobesedno »Plesi stare prestolnice« (včasih imenovan tudi »Plesi češnjevih cvetov«), ki ga je uprizorila gejša iz Giona. Kobu, ki sega v leto 1872. Plesi potekajo od 1. do 30. aprila vsako leto na vrhuncu sezone cvetenja češenj (sakure). Gledalci z Japonskega in vsega sveta se udeležujejo dogodkov, ki segajo od poceni sedežev na tatamiju na tleh do rezerviranih sedežev z majhno čajno slovesnostjo vnaprej. Gion Higaši ima podoben ples v začetku novembra, okoli jesenskega listja, znan kot Gion Odori; ta je novejši in ima manj predstav.

## V popularni kulturi
- Gion je prizorišče večjega dela romana Arthurja Goldena Memoirs of a Geisha.
- Gion Kobu je bil tudi kraj, kjer je živela in poslovala kot gejša Mineko Ivasaki, kot je omenjeno v njeni avtobiografiji Geisha of Gion.
- Gion je prizorišče več filmov Kenjija Mizogučija, vključno z:
  - 1936 Sisters of the Gion (祇園の姉妹, Gion no kjōdai)
  - 1953 A Geisha aka Gion Music Festival (祇園囃子, Gion bajaši)
- Del območja Gion je predstavljen kot krajina za fotografsko potovanje v dirkalni videoigri Gran Turismo 5 iz leta 2010.